# Yolande Vannoni-Logelin
Yolande Vannoni, née Logelin le 11 juin 1923 à Langres et morte le 20 septembre 2016 à Vernou-sur-Brenne, est une pongiste française, quatre fois championne de France en simple.
Elle a remporté le titre national en simple dame en junior à 15 ans, en senior en 1943, 1944, 1945 et 1947 et à cinq reprises le double dame.
Elle est sélectionnée à quatre championnats du monde entre 1947 et 1951, et remporte une médaille de bronze par équipe aux championnats du monde 1949 qui se déroulaient à Stockholm, associée à Huguette Béolet et Jeanne Delay.